# Clerks
Clerks (dansk titel: Clerks – døgneren) er en amerikansk komediefilm, skrevet og instrueret af Kevin Smith. Filmen er Smiths spillefilmdebut og den første film i hans New Jersey-trilogi. Filmen introducerer os for flere figurer som går igen i Smiths film, heriblandt Jay og Silent Bob.

## Produktion

### Indspilning
Filmen blev indspillet med et beskedent budget på $26.800, som blev skaffet til veje ved hjælp af bl.a. kreditkort, forsikringspenge og salg af Smiths tegneseriesamling. For at spare penge blev mange af rollerne givet til venner og bekendte, og de brugte sort-hvid-film i kameraerne, da det var billigere end farvefilm. Filmen blev indspillet om natten i butikken hvor Smith arbejdede, og manglen på dagslys i butikken bliver forklaret i filmen med at de ikke kan få skodderne fra vinduerne.

## Modtagelse
Filmen blev vist under Sundance Film Festival i 1994. Den vakte interesse fra flere filmselskaber efter at den vandt «Filmmakers Trophy» og var nomineret til «Grand Jury Prize», bl.a. fra Miramax Films som endte op med at købe rettighederne til filmen. Miramax foretog nogle redigeringer i filmen, og gav den et soundtrack (musikrettighederne kostede $200.000 mere end selve filmen) før de begyndte at vise den i de uafhængige filmmiljøer i USA. Filmen blev populær, og den blev udgivet nationalt i slutningen af året. 
Før filmen blev udgivet i biograferne, lagde Miramax og Smith sag an mod MPAA om censuren af filmen. MPAA havde givet filmen en 17-årsgrænse, som begrænser en films mulighed for at tjene penge betragteligt, og censuren blev givet udelukkende på grund af den grove sprogbrug. Sagsøgerne, med advokat Alan M. Dershowitz i spidsen vandt, og censuren blev sænket til en R-rating.
Filmen var en af de første som slog igennem nationalt efter at have blevet vist på Sundance, og mange instruktørspirer så på Smith som en foregangsfigur på lige linje med Stephen Soderbergh. 

## Opfølgere og spin-offs
I 1995 blev der lavet en pilotepisode af en tv-serie baseret på filmen. Serien var produceret af The Walt Disney Company (som ejer Miramax) og Buena Vista Entertainment, og var en version helt strippet for det grove sprog filmen var kendt for. Hverken Smith eller skuespillerne fra filmen var med i serien, men både Brian O'Halloran og Jeff Anderson var til audition for rollen som Dante Hicks uden at få den. Smith har sagt at resultatet var forfærdeligt, og både O'Halloran og Anderson har udtalt de var glade for at de ikke fik rollen.
Clerks: The Animated Series var en kortlevet animeret tv-serie på seks episoder. Serien blev solgt til ABC, men de sendte kun to af de seks episoder før serien forsvandt helt. Serien blev til sidst sendt i sin helhed på Comedy Central, før den blev udgivet på dvd. En helaftens tegnefilm med titlen Clerks: Sell Out var på et tidspunkt planlagt, men planerne er foreløbigt skrinlagt.
I august 2006 kom opfølgeren Clerks II. Filmen er i farver og handlingen foregår i en hamburgerrestaurant hvor Dante og Randall arbejder.
Smith har også skrevet flere tegneserier baseret på figurerne i filmen. Serien består af Clerks: The Comic Book, Clerks: Holiday Special og Clerks: The Lost Scene.
I 2001 skrev og instruerede Smith en kortfilm kaldet The Flying Car, som handler om Dante og Randall der filosoferer mens de sidder fast i en bilkø. Den blev vist på The Tonight Show with Jay Leno.

## Medvirkende
- Brian O'Halloran – Dante Hicks
- Jeff Anderson – Randal Graves
- Marilyn Ghigliotti – Veronica Loughran
- Lisa Spoonhauer – Caitlin Bree
- Jason Mewes – Jay
- Kevin Smith – Silent Bob
- Scott Mosier – Willam Black/Sint hockeyspillende kunde

## Soundtrack
Efter at Miramax købte filmrettighederne, lagde de et soundtrack på. Dette blev udgivet som et album, hvor sangene blev mikset sammen med lydklip fra filmen.
1. «Dante's Lament»
2. «Clerks» – Love Among Freaks
3. «Kill the Sex Player» – Girls Against Boys
4. «No Time for Love Dr. Jones»
5. «Got Me Wrong» – Alice In Chains
6. «Randal & Dante on Sex»
7. «Making Me Sick» – Bash & Pop
8. «A Bunch of Muppets»
9. «Chewbacca» – Supernova
10. «Panic in Cicero» – The Jesus Lizard
11. «Shooting Star» – Golden Smog
12. «Leaders & Followers» – Bad Religion
13. «I Like to Expand My Horizons»
14. «Violent Mood Swings (Thread Mix)» – Stabbing Westward
15. «Berserker» – Love Among Freaks
16. «Big Problems» – Corrosion Of Conformity
17. «Go Your Own Way» – Seaweed
18. «Social Event of the Season»
19. «Can't Even Tell» – Soul Asylum
20. «Jay's Chant»

## Trivia
- Smith filmede en slutning, hvor Dante bliver dræbt af en røver, men droppede den efter at testpublikummet syntes det var en dårlig slutning. Smith har sagt han lod den slutte sådan, da han ikke viste hvordan han skulle afslutte historien.
- Dantes skæg forandrer sig i filmen, da Smith bestemte sig for at han ikke skulle have skæg. Da han så hvordan O'Halloran var uden, fik han ham til at gro det tilbage.
- Walt Flanagan er den med flest roller i filmen, da han ofte var til stede på filmsettet og måtte udfylde de roller hvor den valgte skuespiller ikke dukkede op.
- Jeff Anderson nægtede at læse listen med pornotitler op for moderen og sønnen som spørger efter Happy Scrappy Hero Pup, så da han læste titlerne var han alene i butikken for siden at blive klippet sammen med dem.
- Kevin Smith havde på et tidspunkt tænkt sig at spille rollen som Randall selv og gav ham derfor de bedste replikker.

## Udmærkelser
- 1994 – Filmfestivalen i Cannes – Award of the Youth, Kevin Smith
- 1994 – Filmfestivalen i Cannes – Mercedes-Benz Award, Kevin Smith
- 1994 – Filmfestivalen i Deauville – Publikumsprisen, Kevin Smith
- 1994 – Sundance Film Festival – Filmmakers Trophy dramatik, Kevin Smith